# Цюгер, Беат
Беат Цюгер (нем. Beat Züger; 3 июня 1961, Лахен, Швейцария — 4 июля 2023, там же) — швейцарский шахматист, международный мастер (1984). Тренер ФИДЕ (2018).
Чемпион Швейцарии (1989). В составе сборной Швейцарии участник 10-и Олимпиад (1980—1988, 1992—1998 и 2006).
Согласно профилю на сайте ФИДЕ, на момент смерти Б. Цюгер не входил в число активных швейцарских шахматистов, имел рейтинг 2388 пунктов и занимал 24-ю позицию в национальном рейтинг-листе.

## Изменения рейтинга
| Графики недоступны из-за технических проблем. См. информацию на Фабрикаторе и на mediawiki.org. |